# Дерепа, Николай Фёдорович
Николай Фёдорович Дерепа — советский хозяйственный, государственный и политический деятель.

## Биография
Родился в 1935 году в Амурской области. Член КПСС.
С 1958 года — на хозяйственной, общественной и политической работе.
В 1958—1995 гг. — машинист экскаватора, бригадир укрупненной комплексной экскаваторной бригады Соколовско-Сарбайского горно-обогатительного комбината / АО «ССГПО».
Делегат XXV съезда КПСС.
За существенное повышение металлургического производства на основе досрочного освоения производственных мощностей, внедрения новой техники и передовой технологии и инициативу в развитии соревнования за изыскание и более полное использование резервов на каждом рабочем месте был в составе коллектива удостоен Государственной премии СССР за выдающиеся достижения в труде 1977 года.
Жил в Рудном.

## Награды
- Орден Ленина[1]
- Орден Октябрьской Революции (02.03.1981)[2]
- Орден Трудового Красного Знамени[1]